# Malvern (Ohio)
Malvern – wieś w Stanach Zjednoczonych, w stanie Ohio, w hrabstwie Carroll.